# Kasuni
Kasuni is een plaats in de gemeente Bosiljevo in de Kroatische provincie Karlovac. De plaats telt 54 inwoners (2001).